# いじりもん!
『いじりもん！』は、kanbeによる日本の成人向け漫画。同作者にとって初となる単行本収録作品。また、後述の『ジャージとイカれる先輩』は、第30回快楽天新人漫画王賞で王子様賞を受賞している。

## 病は恋

### ストーリー
生まれてこの方、父親を除く異性との交遊を断ってきた姫宮は、バスケ部の男子を相手に芽生えてしまった初恋に困惑し、保険医に相談することにした。

### 登場人物
姫宮
本編のヒロイン。清楚な黒髪ロングヘアの美少女。前髪をカチューシャで飾り、抜群のプロポーションを誇る。
先生
学校の養護教諭。センター分けで眼鏡をかけている。

## ジャージとイカれる先輩
ストーリー
野球部の1年生・武田は、マネージャーであるヨーコから気合いが感じられないという理由で、「練習後に外周10週」という理不尽すぎる罰を科せられてしまう。そして、その罰を忠実に行い部室に戻ると、なんとそこでヨーコが自分のジャージの臭いを嗅ぎながら、自慰行為をしている真っ最中のヨーコと出くわす。
登場人物
浅井ヨーコ
本編のヒロイン。野球部の皆から恐れられる鬼マネージャー。眉毛が濃く、前髪をヘアピンで留めている。かなりのむっちり体型。実は大の臭いフェチ。
武田
野球1年。気弱な性格で、ヨーコのことを恐れている。

## 義父と
ストーリー
定年退職した義父に頼まれ、ゆり子は夫とともに同居することとなった。そして、その矢先に義父と2人きりとなったとき、ゆり子は彼に慰めてほしいと押し倒され、肉体を求められるのであった。
登場人物
ゆり子
本編のヒロイン。夫との夫婦生活には積極的で、子供を強く欲している。
義父
定年退職をして間もなく、独り身になった。

## 真夜中のパン
ストーリー
商店街の一角にあるパン屋には、マスコミも取り上げるほど容姿端麗な看板娘・竹取御菜がおり、彼女の作ったパンやその容姿を見たさに、店には連日のように客が押し寄せてきた。しかし、御菜には周囲に隠し続ける禁断の秘密があった。
登場人物
竹取御菜（たけとり みな）
本編のヒロイン。高校3年の美人女子高生。
おじさま
御菜の育ての親。

## 犬井先生♪オチンチン
ストーリー
いつも厳しい態度で有名な女教師・犬井に、遅刻してこっぴどく怒られた田中と吉田は、偶然出くわした用務員の小飼に「彼女の面倒をみる気はあるか？」と、怪しい問いかけをされてしまう。
登場人物
犬井名央（いぬい なお）
本編のヒロイン。黒髪のショートボブとグラマラスな肢体が魅力的な女体育教師。普段はドライな性格だが、実は大のマゾヒスト。
小飼（こがい）
用務員。
田中（たなか）
劣等生。肥満体。
吉田（よしだ）
劣等生。小柄で眼鏡をかけている。

## 変身のスズメ
家庭教師であるミサキは、ちょっとした出来心から教え子であるユウに手を出してしまい、それがきっかけとなって彼の人格形成に大きな影響を与えてしまった。
ストーリー
登場人物
ミサキ
本編のヒロイン。ボブカットと切れ長の目が美しい女家庭教師。
ユウ
中学生。小柄な美少年。同級生の女子からかなりモテる。

## となりのヤワタさん
ストーリー
上京して3年目になるケンはいまだに就職にありつけず、実家に帰れない日々を送っていた。
登場人物
ケン
本編の主人公。眼鏡をかけたニート。
ヤワタさん
ケンの住んでいるアパートの隣人で、彼の人生を狂わせた張本人。屈託のない性格。

## イライラ女とムラムラ男
ストーリー
千帆は学校帰りに、恋人である康平と自宅で初体験を結ぼうとしていた。しかし、寸前で「親が帰ってくるから、日を改めよう」と提案するが、康平は納得せずに強引に関係を済ませようと迫ってくる。その直後、親が帰ってきたことを知らせるインターホンが鳴り響くのであった。
登場人物
白木千帆（しらき ちほ）
本編の主人公。鋭いツリ目と姫カットの黒髪ロングが特徴的。実は康平に負けず劣らず欲求不満。
加東康平（かとう こうへい）
千帆の幼馴染にして彼氏。三白眼と跳ねっ毛が特徴的。寸止めを喰らって以降、悶々とした日々を送っている。
吾妻、葛牧、高端
千帆の友人たち。おさげ髪の眼鏡、茶髪のショートヘア、センター分けのボブカットの3人組。揃って容姿はいまひとつ。

## うちのタマ
ストーリー
いつものように飲み屋をハシゴしていた1人のサラリーマンは、その道中で家出少女らしき小柄な女の子を発見する。
登場人物
男（仮称）
本編の主人公。中年のサラリーマン。濃い顔が特徴。
少女（仮称）
ハンチング帽を被っている。小柄だが、かなりの大食漢。

## マゾラレ
ストーリー

登場人物
沢渡（さわたり）
本編のヒロイン。不良女子。
少年
いじめられっ子の後輩。マゾヒスト。

## ママに教えて
ストーリー
登場人物
ママ
本編のヒロイン。ヒステリックな性格。
メイ
ママの一人娘。マイペースで自由奔放な性格。ツインテールが特徴。
彼氏
太めな体型。メイとは肉体関係済み。

## 暴れポニー
ストーリー
登場人物
ミツ
暴走族のリーダー。最終的にタケしゃんのもとへ嫁ぎ、子作りに専念する。
タケしゃん
ミツの御主人様。

## 書誌情報
- kanbe 『いじりもん!』 ワニマガジン社出版〈WANI MAGAZINE COMICS SPECIAL〉、全1巻
  1. 2014年7月31日発売 ISBN 978-4-86269-320-4[2]